# Чемпіонат СРСР з хокею із шайбою 1954—1955
9-й чемпіонат СРСР з хокею із шайбою проходив з 24 листопада 1954 по 7 лютого 1955. У змаганні брали участь десять команд, які розіграли нагороди у двохколовому турнірі. Переможцем став московський ЦСК МО. Найкращий снайпер — Олексій Гуришев (41 закинута шайба).

## Підсумкова таблиця
| М   | Команда                  | І  | Пер | Н | Пор | ЗШ  | ПШ  | О  |
| --- | ------------------------ | -- | --- | - | --- | --- | --- | -- |
| 1.  | ЦСК МО Москва            | 18 | 17  | 0 | 1   | 142 | 16  | 34 |
| 2.  | «Крила Рад» Москва       | 18 | 15  | 0 | 3   | 143 | 26  | 30 |
| 3.  | «Динамо» Москва          | 18 | 14  | 2 | 2   | 111 | 27  | 30 |
| 4.  | «Авангард» Челябінськ    | 18 | 8   | 1 | 9   | 59  | 73  | 17 |
| 5.  | «Даугава» Рига           | 18 | 6   | 4 | 8   | 42  | 57  | 16 |
| 6.  | «Клуб ім. К. Маркса» Ел. | 18 | 5   | 3 | 10  | 48  | 96  | 13 |
| 7.  | ОБО Ленінград            | 18 | 6   | 0 | 12  | 55  | 85  | 12 |
| 8.  | «Авангард» Ленінград     | 18 | 4   | 4 | 10  | 41  | 108 | 12 |
| 9.  | «Динамо» Новосибірськ    | 18 | 3   | 3 | 12  | 44  | 125 | 9  |
| 10. | «Торпедо» Горький        | 18 | 3   | 1 | 14  | 46  | 118 | 7  |

Скорочення: М = підсумкове місце, І = ігри, Пер = перемоги, Н = нічиї, Пор = поразки, ЗШ = закинуті шайби, ПШ = пропущені шайби, О = набрані очки

## Склади команд-призерів
1. ЦСК МО: воротарі — Григорій Мкртичан, Микола Пучков; захисники — Олександр Виноградов, Павло Жибуртович, Генріх Сидоренков, Микола Сологубов, Іван Трегубов, Дмитро Уколов; нападники — Євген Бабич, Юрій Баулін, Всеволод Бобров (капітан), Володимир Брунов, Олександр Комаров, Юрій Копилов, Костянтин Локтєв, Юрій Пантюхов, Віктор Шувалов, Олександр Черепанов. Тренер — Анатолій Тарасов[1].
2. «Крилах Рад»: воротарі — Борис Запрягаєв, Василь Чепижев; захисники — Анатолій Кострюков, Альфред Кучевський, Олександр Прилепський, Револьд Леонов, Борис Сєдов; нападники — Михайло Бичков, Володимир Гребенников, Олексій Гуришев, Петро Котов, Сергій Мітін (капітан), Микола Паршин, Віктор Пряжников, Микола Хлистов. Тренер — Володимир Єгоров[1].
3. «Динамо» М: воротарі — Карл Ліїв, Олександр Осмоловський; захисники — Микола Алексушин, Микола Карпов, Віталій Костарєв, Анатолій Молотков, Віктор Тихонов, Олег Толмачов; нападники — Василь Аксьонов, Анатолій Єгоров, Віктор Климович, Валентин Кузін, Юрій Крилов, Володимир Новожилов, Борис Петелін, Олександр Солдатенков, Олександр Уваров (капітан). Тренер — Аркадій Чернишов[1].

## Найкращі снайпери
- Олексій Гуришев («Крила Рад») — 41
- Олександр Уваров («Динамо» М) — 27
- Всеволод Бобров (ЦСК МО) — 25
- Микола Хлистов («Крила Рад») — 20
- Володимир Гребенников («Крила Рад»), Юрій Крилов («Динамо» М), Юрій Пантюхов (ЦСК МО) — 19